# Київський район (Полтава)

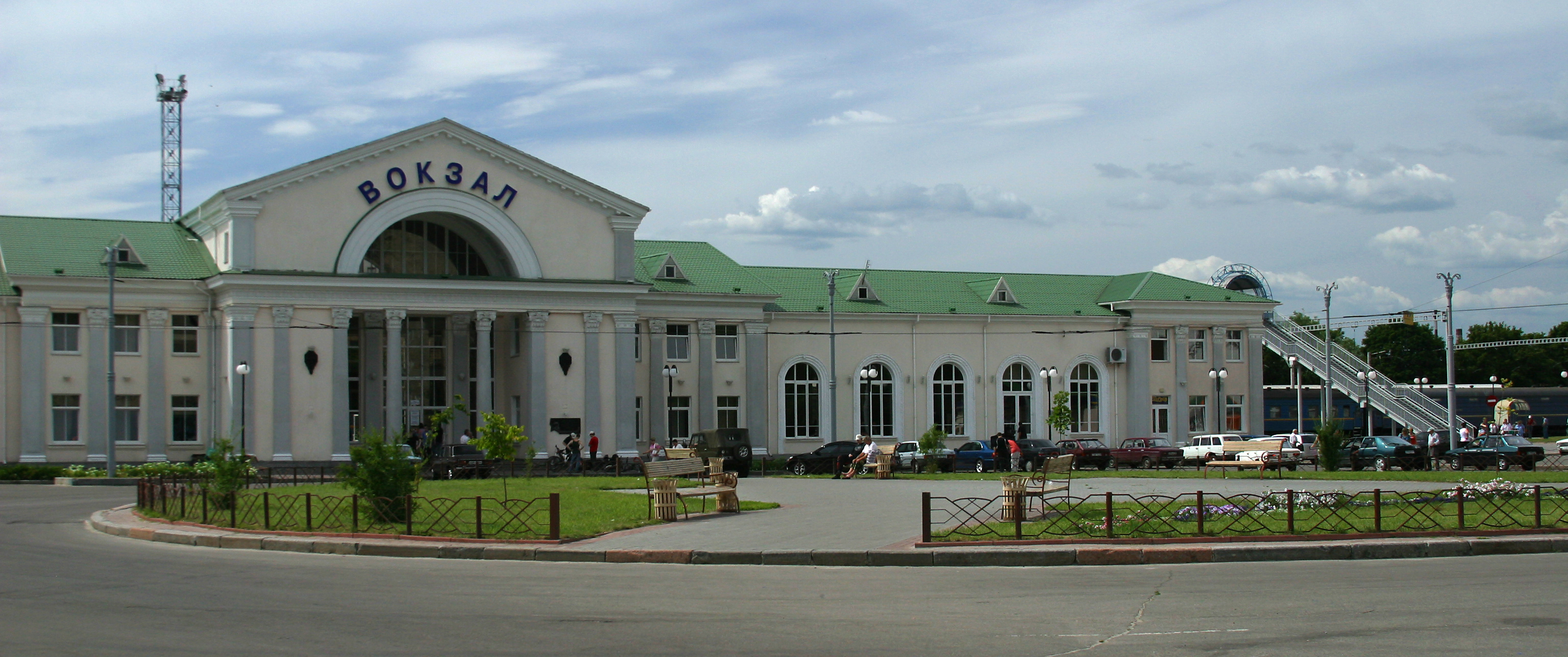
Київський вокзал — «залізничні ворота» Київського району

Ки́ївський райо́н — адміністративний район у місті Полтаві, розташований в північній, північно-східній і центральній частині міста. Найбільший за площею район Полтави (майже 54,4 км² або 52,8 % площі міста).

## Загальні відомості
Район створений 12 квітня 1952 року відповідно до Указу Президії Верховної Ради Української РСР «Про утворення в місті Полтаві внутрішньоміських районів Жовтневого, Ленінського і Київського».
Район складається з таких мікрорайонів та територіальних утворень: 1-а міськлікарня, 5-а школа, Біофабрика, Браїлки, ГРЛ, ДК ПТК, Київська площа, Київський вокзал, М'ясокомбінат, Авіамістечко, Половки, Стадіон «Ворскла», Сільгоспінститут, Училище зв'язку, Порцеляновий завод, Юрівка, Яківці, Артбаза.
В районі 20 парків і скверів. Загальна площа зелених насаджень — 400 га.

## Промисловість
На території району розміщені 51 промислове підприємство, 26 будівельних організацій, 19 транспортних підприємств, 23 підприємства побутового обслуговування. У структурі промислового комплексу базовими галузями є машинобудування та металообробка (43,0 %), харчова промисловість (34,5 %), легка промисловість (7,2 %).
Основні промислові підприємства:
- ВАТ «Полтавхіммаш» — одне з унікальних підприємств України, що випускає великогабаритне емальоване обладнання великих об'ємів для хімічної, нафтохімічної, мікробіологічної, харчової і медичної промисловості.
- ЗАТ «Полтавський лікеро-горілчаний завод» — підприємство пропонує своїм споживачам понад двадцять видів продукції найвищої якості, виготовленої за оригінальними рецептурами з екологічно чистої сировини. Тут першими почали розливати знамениту полтавську горілку в сувенірні пляшки. Протягом останніх років із жодного дегустаційного конкурсу фахівці не повертаються без нагород.
- ВАТ «Полтавський автоагрегатний завод» — єдине в Україні підприємство з виробництва пневматичних гальмівних пристроїв для вантажних автомобілів, причепів, напівпричепів, автобусів, тролейбусів та спеціальної автотехніки, технологічної пневмоапаратури.
- ВАТ «Полтавський турбомеханічний завод» — підприємство виготовляє вузли і деталі для газових і парових турбін, компресори та компресорні установки.
- ЗАТ Полтавський олійноекстракційний завод «Кернер-Груп» — підприємство виробляє рафіновану і нерафіновану соняшникову олію.
- ЗАТ Полтавська фірма «Ворскла» — підприємство, що спеціалізується на виготовленні дитячого та жіночого одягу. Колишнє Полтавське виробничо-торговельне об'єднання, яке існує з 1928 року.
- ВАТ «Демітекс» — колишній Полтавський прядильно-ткацький комбінат. Продукція — пряжа бавовняна, пряжа з хімічних волокон, меблева набивка.
- ВАТ «Полтавамаш» — Полтавський машинобудівний завод. Випускає сільгосптехніку та устаткування для переробних галузей АПК.
- КП «Полтавський м'ясокомбінат» — підприємство виробляє понад 300 найменувань м'ясної продукції.
- ТОВ Завод ГРЛ — завод газорозрядних ламп. Сьогодні випускає люмінесцентні лампи, лампи високого тиску, натрієві лампи, стартери.
- ЗАТ Завод ЗБВ № 7 — завод залізобетонних виробів. Випускає колони, стінові панелі, дорожні плити, блоки, балки та ін.

## Освіта
У Київському районі Полтави функціонують 34 навчальних заклади, у тому числі 9 загальноосвітніх шкіл (№5, 7,9,11,13,18,24,25,36,38), і 20 дошкільних закладів.
В районі знаходяться три виші:

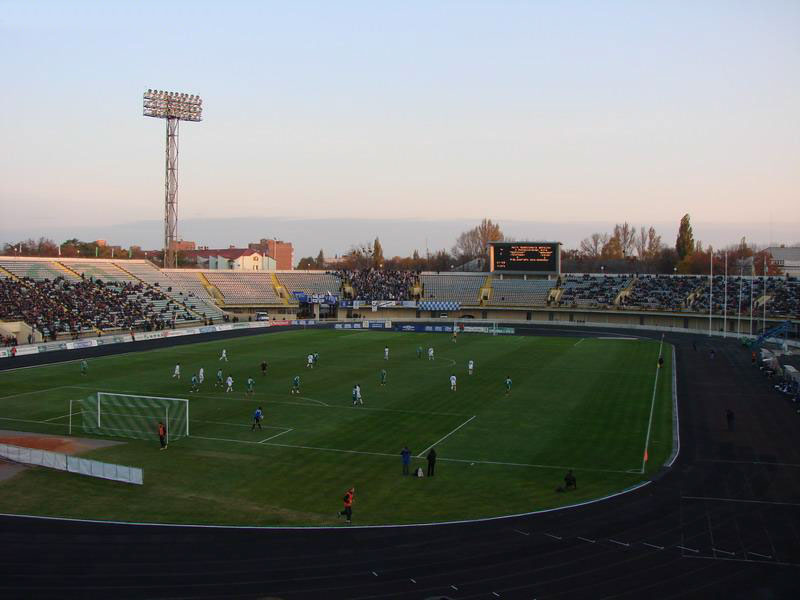
Стадіон «Ворскла» імені Олексія Бутовського)

Музей історії Полтавської битви (Державний історико-культурний заповідник «Поле Полтавської битви»)

- Військовий інститут телекомунікації та інформатизації — факультет засобів військового зв'язку Національного технічного університету «Київський політехнічний інститут»;
- Полтавська державна аграрна академія;
- Полтавський інститут бізнесу Міжнародного науково-технічного університету імені академіка Юрія Бугая.

Середніх спеціальних закладів — два:
- Аграрно-економічний коледж [Архівовано 21 Травня 2013 у Wayback Machine.] Полтавської державної аграрної академії;
- Полтавський професійний ліцей сфери послуг.

## Спорт
В районі три стадіони, шість дитячих спортивних шкіл. Стадіон «Ворскла» імені Олексія Бутовського — домашній стадіон футбольного клубу «Ворскла» вміщує 25 000 глядачів.

## Заклади культури та дозвілля
- Полтавський міський будинок культури;
- Палац дозвілля «Листопад»,
- Полтавський обласний центр естетичного виховання учнівської молоді,
- Палац культури ВАТ «Полтавський турбомеханічний завод»

На території району розташований Державний історико-культурний заповідник «Поле Полтавської битви», який включає Музей історії Полтавської битви та комплекс пам'ятників, пов'язаних з баталією. Заповідник є провідним регіональним науково-просвітницьким центром з вивчення історії України-Гетьманщини в загальноєвропейському контексті, учасником та організатором багатьох міжнародних та вітчизняних науково-практичних конференцій з дослідження проблематики Північної війни, входить до складу міжнародної асоціації військово-історичних музеїв світу під егідою ЮНЕСКО (ІАМАМ), включений до всесвітнього туристичного маршруту.